# Picrella trifoliata
Picrella trifoliata är en vinruteväxtart som beskrevs av Louis Antoine François Baillon. Picrella trifoliata ingår i släktet Picrella och familjen vinruteväxter.

## Underarter
Arten delas in i följande underarter:
- P. t. gracilis
- P. t. gracillima